# Confrontación indonesio-malaya
La Confrontación Indonesio–Malaya (conocida también como Konfrontasi en indonesio y malayo) fue una guerra no declarada en la isla de Borneo, entre Malasia (con respaldo británico) e Indonesia, entre 1962-1966. El origen del conflicto radica en los intentos de Indonesia de desestabilizar a la nueva Federación de Malasia, nacida en 1963.  Malasia había obtenido su independencia de Reino Unido en 1957 y su líder, Tunku Abdul Rahman, fue el principal motor detrás de la federación de los estados de Malasia, Sabah, Sarawak, Brunéi, y Singapur en la Federación de Malasia.

## Contexto

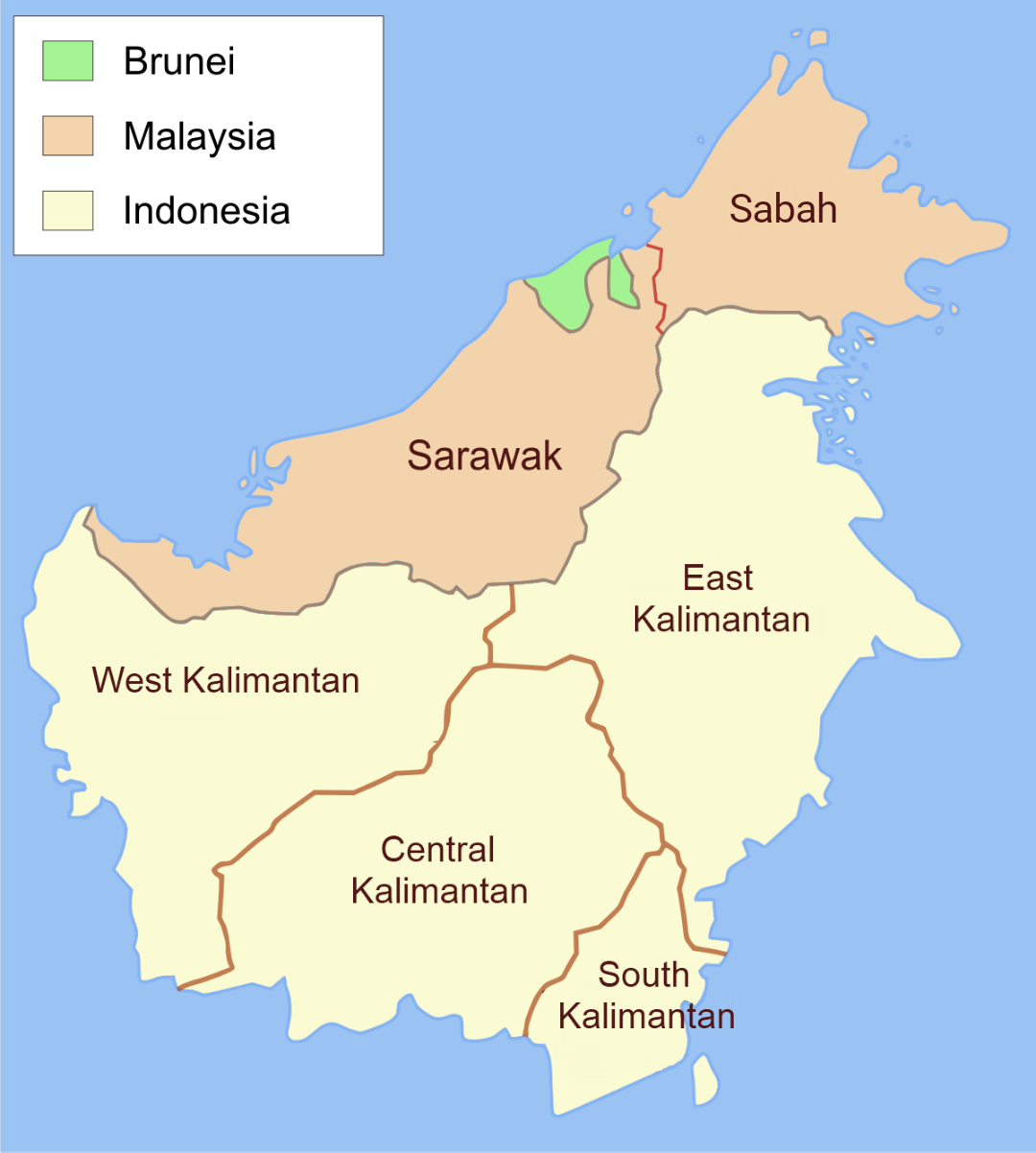
Borneo

### Pueblo y terreno
En 1961, la isla de Borneo se dividió en cuatro estados separados: Kalimantan (que comprende cuatro provincias Indonesias) en el sur de la isla; en el norte, separados de Kalimantan por una frontera de unos 1000 kilómetros, el Sultanato de Brunéi (un protectorado británico) y dos colonias británicas, Sarawak y Borneo del Norte británica (que luego tomó el nombre de Sabah).
Los tres territorios británicos comprendían unos 1,5 millones de personas, aproximadamente la mitad de ellos de la etnia dayak. Sarawak tenía una población de 900.000 habitantes, Sabah 600.000, mientras que Brunéi cerca de 80.000. El desglose de la población no dayak, era: en Sarawak, 31% chinos, 19% malayos; en Sabah, 21% chinos, 7% malayos; y en Brunéi, 28% chinos, 54% malayos. Había una gran población indonesia en Tawau (en el sur de Sabah) y una gran población china, económicamente activa, en Sarawak. Sin embargo, los dayak, a pesar del tamaño de su población, fueron los menos organizados políticamente y se extendieron por el país bajo el modelo de pueblos de casas comunales.
Sarawak, se partió en cinco divisiones administrativas, una alrededor de la capital Kuching y cinco al interior de Brunéi. La 3ª división fue el más grande. Sabah, capital Jesselton (Kota Kinabalu) en la costa norte, se dividió en varias Residencias, las del interior y de Tawau se encontraban en la frontera.
Aparte de los dos extremos de la frontera en general, siguió una línea de borde en toda su longitud, llegando a casi 2500 metros en la 5 ª División. En la 1 ª División había algunos caminos, y había un camino continuo de Kuching a Brunéi y alrededor de Sandakan, en la costa este de Sabah. No había carreteras en las divisiones de 4 º y 5 º o la residencia del Interior, y en 3 ª División sólo existía la carretera de la costa, que fue unos 150 kilómetros de la frontera. Cartografía en general pobres en que para la mayoría de los mapas británicos del país presentó los detalles topográficos muy poco. Mapas de Indonesia eran peores, los veteranos recuerdan "una hoja en blanco y negro única para todos los de Kalimantan arrancada de un libro de texto escolar" en 1964.
De Kalimantan se divide en cuatro provincias, de los cuales West Kalimantan (Barat) y Kalimantan Oriental (Timur) se enfrentan a la frontera. La capital de la primera es Pontianak, en la costa oeste, a unos 100 kilómetros de la frontera, la capital del Este es Samarinda en la costa sur a unos 220 kilómetros de la frontera. No había carreteras en la zona fronteriza, aparte de algunos en el oeste, y no hay carretera que une Occidental y Kalimantan Oriental.
La falta, a ambos lados de la frontera, de caminos y pistas para vehículos hizo que el movimiento se limitase a pistas que, en su mayoría, no estaban incluidas en ningún mapa, además del transporte por el agua y el aire. Los grandes ríos en ambos lados de la frontera fueron las principales vías de circulación, donde era común el uso de los Hovercraft por los británicos. En el territorio se hicieron pequeñas pistas en la hierba, adecuado para el aterrizaje de aviones ligeros, así como zonas de caída de suministros en paracaídas y helicópteros. 
El ecuador se encuentra a 100 kilómetros al sur de Kuching y la mayor parte de Borneo del Norte recibe más de 3000 mm de lluvia cada año. Borneo es, naturalmente, cubierto por selva tropical. Esto cubre las zonas de montaña cortada por numerosos ríos, con colinas muy empinadas y estrechos picos. La gran precipitación y los ríos anchos, convierten el agua en el principal medio de transporte, también significa obstáculos tácticos que son formidables. Sin embargo, el bosque denso manglar cubre vastas planicies de marea se entrecruzan con numerosos arroyos es una característica de muchas zonas costeras, entre ellos Brunéi, y cualquiera de los extremos de la frontera. Hay pueblos de las zonas cultivadas en los valles y alrededores. Sin embargo, la proximidad de los asentamientos abandonados y actuales son las áreas de nuevo crecimiento secundario denso.

### Situación política
Como parte del plan de retirada de sus colonias del sudeste asiático, Gran Bretaña ideó la unificación de sus colonias en el norte de Borneo con la Federación de Malasia (que se había independizado de Gran Bretaña en 1957) y Singapur (que se había convertido en autónomo en 1959). En mayo de 1961, los gobiernos del Reino Unido y Malasia propusieron la Federación de Malasia. Al principio Indonesia, fue ligeramente favorable de la propuesta de Malasia, a pesar de que el PKI (Partai Komunis Indonesia - Partido Comunista de Indonesia) se oponía firmemente.
En Brunéi, sin embargo, el sultán fue menos entusiasta acerca de unirse a Malasia porque no había ningún beneficio particular para su país, cuya independencia económica y financiera estaba garantizada por los ingresos procedentes del petróleo. Además, un político de Brunéi, Dr AM Azahari bin Sheikh Mahmud, si bien apoyaba la unificación de Borneo del Norte, se oponía a una federación más amplia de Malasia. Azahari era un izquierdista que había luchado a favor de Indonesia durante su guerra de independencia y que en 1961 había advertido a ese país sobre la conformación de reclutas de Borneo. El general Nasution hizo alusión a un apoyo moral y Soebandrio, el ministro de Relaciones Exteriores y jefe de la inteligencia indonesia, dejó entrever una apoyo más sustancial. .
El 8 de diciembre de 1962 el ejército nacional de Kalimantan del Norte (ENKN) organizó un levantamiento, que sería conocido como La Revuelta de Brunéi. Con un total de unos 4.000 efectivos, aunque con un armamento muy limitado, intentaron capturar al sultán de Brunéi, apoderarse de los yacimientos de petróleo y tomar rehenes europeos. Las fuerzas británicas estacionadas en Singapur respondieron con prontitud y abortaron la insurrección en un plazo de 30 horas, luego de que las tropas Gurkha aseguraron la capital de Brunéi y blindaron la seguridad del sultán. El 16 de diciembre, el Comando Británico del Lejano Oriente afirmó que todos los principales centros rebeldes habían sido neutralizados. Sin embargo, varios británicos y batallones de infantería de la Brigada de Gurkhas fueron enviados a Brunéi con elementos significativos en Kuching y Tawau porque el TNKU contó con el apoyo de la Organización Comunista Clandestino (CCO) en Sarawak. Unos 4.000 Kelabits de la 5 ª división se movilizaron también para ayudar a prevenir la huida del TNKU a Indonesia, llevando a cabo operaciones continuas hasta el 18 de mayo de 1963, cuando los últimos elementos de la TNKU, incluido su comandante, fueron finalmente capturados.
Sin embargo, el 20 de enero de 1963, el ministro de Relaciones Exteriores de Indonesia Subandrio, ratificó que Indonesia seguiría una política de Konfrontasi con Malasia. Esto se acentuó el 27 de julio de 1963 cuando el presidente Sukarno declaró que su intención era "aplastar a Malasia" (en indonesio: Ganyang Malaysia). 
Los motivos no son claros, tal vez el líder indonesio fue superado por la arrogancia después de la exitosa anexión de Irián Occidental en 1962, o acaso la creciente influencia de PKI. El presidente Sukarno insistía en que Malasia era un estado títere británico, y que la consolidación de Malasia no haría más que aumentar el control británico sobre la región, amenazando la independencia de Indonesia. Al mismo tiempo, Filipinas hizo una reclamación territorial sobre Sabah, alegando vínculos históricos a través del archipiélago de Sulu.
Con el fin de resolver la controversia, los aspirantes a los Estados miembros de Malasia se reunieron con representantes de Indonesia y las Filipinas en Manila durante varios días, a partir del 31 de julio de 1963. Los enviados de Indonesia y Filipinas acordaron formalmente la aceptación de la conformación de la nueva Federación de Malasia si la mayoría de la disputada región de Sarawak y Sabah votaban a favor en un referéndum que se organizaría bajo la supervisión de las Naciones Unidas. Si bien se esperaba que la misión de investigación de la ONU comenzara sus tareas el 22 de agosto, las tácticas dilatorias por parte de Indonesia demoraron el comienzo de la misión hasta el 26 de agosto. El informe del referéndum sería publicado el 14 de septiembre de 1963.
Sin embargo, el norte de Borneo y Sarawak, anticipando un resultado a favor de Malasia, y ante las impredecibles maniobras de Indonesia, declararon su independencia en el sexto aniversario de Merdeka Day, el 31 de agosto de 1963, antes que los resultados de la votación fueran reportados. Finalmente, el 14 de septiembre, se confirmaron los resultados, proclamándose, por acuerdo de todos los Estados miembros, la creación de la nueva Federación de Malasia, con fecha 16 de septiembre de 1963. El gobierno de Indonesia vio esto como una promesa incumplida y como evidencia de las intenciones imperialistas de los británicos.
El presidente Sukarno había declarado en al menos cuatro intervenciones públicas en 1963-1964 que Indonesia no tenía ambiciones expansionistas sobre el norte de Kalimantan, y que las reivindicaciones territoriales de Indonesia se habían completado con el "retorno" de Irian Occidental en enero de 1963. Sin embargo, el nombre de Indonesia para el territorio "Kalimantan Utara" tenía la misma forma que los nombres de las provincias de Kalimantan, Indonesia. Además, los acontecimientos de Timor Oriental demostraron que los elementos influyentes en Indonesia no estaban completamente satisfechos a la hora de apoderarse de territorios.
Más allá de esto, Sukarno no hizo reclamaciones directas para incorporar el norte de Borneo a Indonesia, aunque la consolidación de Malasia constituía un claro obstáculo a sus sueños de conformar Maphilindo, un imperio malayo que abarcara Malasia, Filipinas e Indonesia.

### Oposición local
La oposición local y los sentimientos en contra del plan de la Federación de Malasia ha sido a menudo insuficientemente representadas en los escritos históricos sobre la rebelión de Brunéi y la confrontación posterior de Indonesia y Malasia. De hecho, las fuerzas políticas en Sarawak había anticipado tiempo su independencia nacional propia como se había prometido (pero luego abortada) por el último White Rajah de Sarawak, Charles Vyner Brooke, en el año 1941.
La mayor parte del movimiento anti-cesión malayo, que rechazó la toma de posesión británica de Sarawak en 1946 y había asesinado a Duncan George Stewart, primer Alto Comisionado británico para Sarawak, puede haber sido el precursor del movimiento posterior contra Malasia en Sarawak, encabezada por Ahmad Zaidi.[cita requerida]
Left-wing and communist cell groups had grown rapidly among Sarawak's urban Chinese communities since the 1950s—which later became the nucleus of the anti-Malaysia North Kalimantan People's Army (PARAKU) and Sarawak People's Guerrilla Forces (PGRS) conocido por los británicos como la Organización Comunista Clandestina (OCC). Estos apoyado y propagado la unificación de todos los territorios británicos de Borneo para formar un estado independiente de izquierda de Kalimantan del Norte. Esta idea fue una idea originalmente propuesta por el Dr. Azhari, líder del Parti Rakyat Brunéi (Partido Popular de Brunéi), que había establecido vínculos con el movimiento nacionalista de Sukarno, junto con Ahmad Zaidi, en Java desde 1940. Sin embargo, el Partido Popular de Brunéi se mostró a favor de unirse a Malasia con la condición de que era como el unificada tres territorios del norte de Borneo, con su propio sultán, y por lo tanto, ser lo suficientemente fuerte para resistir la dominación de Malasia o Singapur, o administradores malayos o comerciantes chinos.
La propuesta del Kalimantan del Norte (o Kalimantan Utara) fue vista como una alternativa para después de la descolonización por la oposición local contra el plan de la Federación de Malasia. La oposición local en todos los territorios de Borneo se basó principalmente en las diferencias económicas, políticas, históricas y culturales entre los estados de Borneo y Malasia, y la negativa a ser sometidos bajo la dominación política peninsular.
Tanto el doctor Azhari y Zaidi Ahmad se exiliaron en Indonesia durante la confrontación. Mientras que el segundo volvió a Sarawak y logró que su condición política rehabilitado, el doctor Azhari permaneció en Indonesia hasta su muerte en 2001.
A raíz de la revuelta de Brunéi los restos de la TNKU llegado a Indonesia. Sin embargo, por razones que no están claras, pero probablemente por temor a represalias británicas (que nunca eventuados) muchos comunistas chinos, probablemente varios miles, también huyó de Sarawak. Sus compatriotas que permanecen en Sarawak, eran conocidos como la Organización Comunista Clandestino (COC) por los británicos, pero llamada PGRS – Pasukan Gelilya Rakyat Sarawak (Sarawak People’s Guerrilla Force) por Indonesia. 
El PGRS sumaban alrededor de 800 con sede en West Kalimantan en Batu Hitam, con un contingente de 120 desde la agencia de inteligencia de Indonesia, y un pequeño grupo formado en China. La PKI (Partido Comunista de Indonesia) fue fuertemente en evidencia y dirigidos por un revolucionario étnica árabe, Sofyan. El PGRS corrió algunas incursiones en Sarawak, pero pasó más tiempo el desarrollo de sus partidarios en Sarawak. Los militares indonesios no estaban de acuerdo con la naturaleza de izquierda de la PGRS y en general la evitaban.

## Guerra

### Disposiciones de mando
A principios de enero de 1963, las fuerzas militares en el norte de Borneo, que llegó en diciembre de 1962 en respuesta a la Brunéi Revuelta, estaban bajo el mando de COMBRITBOR, Major General Walter Walker quien fue Director de Operaciones de Borneo (DOBOPS) sobre la base de Labuan isla que depende directamente del Comandante en Jefe de las Fuerzas del Lejano Oriente Almirante Sir David Luce. Luce fue sustituido sistemáticamente por el almirante Sir Varyl Begg a principios de 1963.
La autoridad político-militar recae en los Comités de Emergencia en Sarawak y Borneo del Norte incluidos sus gobernadores, que eran los Comandantes en Jefe de sus colonias. En Brunéi no es un Estado responsable ante el Consejo Consultivo del sultán.
Después de la independencia, la autoridad suprema cambia al Consejo Nacional de Defensa de Malasia en Kuala Lumpur con los Comités Ejecutivos del Estado en Sabah y Sarawak. Dirección militar era Comité Nacional de Operaciones de Malasia, presidido conjuntamente por el Jefe de Estado Mayor de las Fuerzas Armadas de Malasia, General Tunku Osman, y el Inspector General de Policía, Sir Claude Fenner. El Comandante en Jefe británico de las Fuerzas del Lejano Oriente era miembro. DOBOPS asistió regularmente a sus reuniones. 
British forces in Borneo included Headquarters (HQ) 3 Commando Brigade in Kuching with responsibility for the western part of Sarawak, 1st - 4th Divisions, and HQ 99 Gurkha Infantry Brigade in Brunéi responsible for the east, 5th Division, Brunéi and Sabah. Estas sedes se habían desplegado desde Singapur a finales de 1962 en respuesta a la Revuelta de Brunéi. Las fuerzas terrestres compuestas por algunos británicos y cinco batallones de infantería Gurkha habituales en Malasia, Singapur y Hong Kong y en rotación con otros y un escuadrón de vehículos blindados. A mediados de 1963 Glennie Brigada Pat, normalmente, el general de brigada de personal en Singapur, llegó como asistente de las DOBOP. 
El esfuerzo naval, bajo el mando de DOBOPS, fue proporcionada principalmente por la limpieza de minas utilizadas para patrullar las aguas costeras y las grandes vías navegables interiores. Un barco escolta, una fragata o destructor, estaba estacionado fuera de Tawau.
La fuerza de aire inicial con base en Borneo fue un conjunto de destacamentos de los escuadrones estacionados en Malasia y Signapur. Incluía aparatos de transporte Twin Pioneer y Single Pioneer, probablemente dos o tres Blackburn Beverley, transportes Hastings, y unos 12 helicópteros de distintos tipos. Uno de los primeros Walker 'desafíos' fue reduciendo mando centralizado de la RAF y medidas de control e insistiendo en que las aeronaves tareas para las operaciones en Borneo era su cuartel general, no por lejano sede de la RAF Oriente en Singapur. Otros aviones de muchos tipos estacionados en Malasia y Singapur proporcionan salidas en caso necesario, incluido el apoyo de transporte de rutina en Kuching y Labuan.
The police deployed a number of paramilitary Police Field Force companies.
En esta etapa las fuerzas indonesias estaban bajo el mando del Teniente General Zulkipli en Pontianak, en la costa del oeste de Kalimantan, a unos 200 km de la frontera. Los irregulares de Indonesia, encabezada por oficiales de Indonesia, se pensaba que el número de 1500, con un número desconocido o de las tropas regulares e irregulares de defensa locales. Se les envió toda la longitud de la frontera en ocho unidades operativas, sobre todo frente a la 1 ª y 2 ª División. Las unidades tenían nombres como los Truenos, Fantasmas Nocturnos y Barredores Mundiales.

### Tácticas británicas
Poco después de asumir el mando en Borneo, el general Walker emitió una directiva una lista de los ingredientes para el éxito, basado en su experiencia en la Emergencia Malaya: -
- Operaciones unificadas (Ejército, Armada y Fuerza Aérea operando plenamente juntos);
- Información oportuna y precisa (la necesidad de reconocimiento continuo y la recogida de información);
- Velocidad, movilidad y flexibilidad;
- Seguridad de las bases;
- Dominación de la selva;
- Ganar los corazones y las mentes de la gente (esto se le añadió varios meses más tarde).[13]

Walker reconoció las dificultades de las fuerzas limitadas y una larga frontera ya principios de 1963 fue reforzado con un escuadrón de SAS del Reino Unido, que gira con otro a mitad de año. El problema es que aun cuando el SAS temporal aprobado 3 en vez de cuatro patrullas de hombre que no podría controlar cerca de la frontera. Otra forma es aumentar la capacidad de la infantería creando una red de vigilancia.
Con este fin Walker planteó a los Scouts de Fronteras, sobre la base de la fuerza de Harrison de Kelabits, que había movilizado para ayudar a interceptar las fuerzas TNKU huyendo de la Revuelta de Brunéi, la experiencia de los Royal Marines, y conociendo la habilidad y la utilidad de los Sarawak Rangers in the Malayan Emergency. Esto fue aprobado por el Gobierno de Sarawak en mayo, ‘policía auxiliar’. Walker seleccionó al teniente coronel John Cross, un oficial gurkha con experiencia en la selva inmensa para la tarea. Un centro de formación se estableció en una zona remota en el Monte Murat en la 5 ª División y el personal sobre todo por el SAS. Scouts de Fronteras se unieron a los batallones de infantería y se convirtió en una fuerza de inteligencia mediante el uso de sus conocimientos locales y las familias extensas.
Tácticas británicas selva se han desarrollado y perfeccionado durante la Emergencia Malaya contra un enemigo astuto y escurridizo. Hicieron hincapié en que viajan ligeramente, siendo indetectable y va por muchos días sin reabastecimiento. Al ser indetectable significaba estar en silencio (señales con la mano, sin equipo de estertores) y 'sin olor' - artículos de tocador perfumados fueron prohibidos (que se pudo detectar un kilómetro de distancia por los combatientes de la selva bueno), y en ocasiones los alimentos se come fría para evitar olores de la cocina. 
En alrededor de 1962, al final del Servicio Nacional, los batallones de infantería británica se habían reorganizado en tres compañías de fusileros, una compañía de apoyo y una compañía de cuartel general con responsabilidades logísticas. Batallón incluyó una sección de inteligencia. Cada compañía de fusileros compuesta por tres pelotones, cada uno con 32 hombres, equipados con ametralladoras ligeras y fusiles autocargadores.  La innovación en la nueva organización fue la formación del pelotón de reconocimiento del batallón, en batallones más de un pelotón de 'hombres escogidos'. En Borneo, los morteros fueron distribuidos generalmente a rifle de compañías y algunos batallones operaban el resto de su compañía de apoyo como otra compañía de fusileros.
La actividad básica estaba patrullando pelotón, que continuó durante toda la campaña, con patrullas desplegados por helicóptero, cuerda y salir cuando sea necesario. Movimiento por lo general solo archivo, la sección principal gira, pero se organizó con dos exploradores de plomo, seguido por su comandante y el resto en un grupo de apoyo de fuego. Simulacros de batalla por el "frente de contacto" (o posterior), o "emboscada a la izquierda (o derecha) estaban muy desarrollados. Mapas de navegación pobres significaba era importante, sin embargo, en Borneo, el conocimiento local de los Scouts de Fronteras compensación por los mapas de pobres a fin de pistas a veces se utilizaban menos emboscada se consideró posible, o existe la posibilidad de minas. Obstáculo de paso, como los ríos, se manejó también como un simulacro de batalla. Por la noche, un pelotón albergado en una posición apretada con todo la defensa. 
Obviamente un contacto mientras se mueve siempre es posible. Sin embargo, la acción ofensiva por lo general tomó dos formas: ya sea un ataque a un campamento o una emboscada. La táctica para hacer frente a un campamento era conseguir un partido detrás de él a continuación, cargar la frente. Sin embargo, las emboscadas fueron probablemente la táctica más eficaz y puede ser sostenida por muchos días. Se dirigieron a las pistas y, sobre todo en algunas partes de Borneo, el medio acuático. Emboscadas de la pista han sido de cerca, 10-20 metros, con una zona de muerte normalmente 20 a 50 metros de largo, dependiendo de la resistencia esperada de la meta. El truco consistía en no ser detectados cuando el objetivo entró en la zona de emboscada y, a continuación chimenea todos juntos en el momento oportuno.
Fire support was limited for the first half of the campaign. Un comando de batería ligera con 105 mm Pack Howitzers había desplegado a Brunéi a principios de 1963, pero regresó a Singapur después de unos meses, cuando remanentes de la Revuelta de Brunéi terminaron. A pesar de la escalada de ataques en Indonesia después de la formación de la necesidad de Malasia poco fue visto de apoyo de fuego, la serie limitada de las armas (10 km), la limitada disponibilidad de helicópteros y el tamaño del país significa que con la artillería en el lugar correcto en el momento adecuado era desafío. Sin embargo, una batería de uno de los dos regimientos estacionados en Malasia volvió a Borneo a principios o mediados de 1964 estas baterías rota hasta el final de la confrontación. A principios de 1965, un regimiento completo del Reino Unido llegó. La corta distancia y el peso importante de los morteros de 3 pulgadas significaba que eran de uso muy limitado. 
Artillería tenido que adoptar nuevas tácticas. Casi todas las armas desplegadas en las secciones solo cañón dentro de una empresa o una base pelotón. Las secciones fueron comandados por uno de los oficiales jóvenes de la batería, los suboficiales de sargentos técnicos. Secciones tenía alrededor de 10 hombres y tuvo su propio control de incendios técnica. Ellos fueron trasladados por encastillados Wessex Belvedere o helicópteros como sea necesario para hacer frente a las incursiones o de apoyo. Observadores adelantados eran escasos, pero parece que siempre acompañó las operaciones normales de infantería Claret y las fuerzas especiales de vez en cuando. Sin embargo, los observadores de artillería raramente acompañada patrullas dentro de Sabah y Sarawak, a menos que fueran en busca de una incursión conocida y las armas se encontraban en rango. Partes de observación fueron casi siempre dirigido por un oficial, pero solo dos o tres hombres fuertes.
La comunicación era un problema, ya que no se usaban radios para comunicarse entre los pelotones, sino solamente con la retaguardia. Los rangos de alcance de las mismas estaban invariablemente por debajo del de las radios VHF (A41 and A42, copias de los AN/PRC 9 y 10), aunque el uso de estaciones repetidoras o retransmisión ayudó a donde fueron tácticamente posible. Bases de la Patrulla podría utilizar la 2 ª Guerra Mundial vintage HF n Set 62 (distingue por tener su panel de control de etiquetado en inglés y ruso). Pero hasta la A13 mochila llegó en 1966 el único conjunto ligero HF fue el A510 de Australia, que no proporcionó la voz, sólo el código Morse.

### Fuerzas especiales
Un escuadrón (unos 64 hombres en total) del 22 Special Air Service fue desplegado a Borneo a principios de 1963,a raíz de la rebelión de Brunéi, para recopilar información en la zona fronteriza sobre la infiltración de tropas de Indonesia. Esta presencia de las fuerzas especiales duró hasta el final de la campaña. Por supuesto, frente a una frontera de 971 millas, no se podía estar en todas partes y en este momento el 22 SAS sólo contaba con tres escuadrones, aunque también se contaba con el apoyo del Special Boat Service (SBS), que tenía dos secciones basadasen Singapur. Un Mando Especial fue formado en Kuching en 1964 para tomar el control de todas las fuerzas especiales. La escasez de fuerzas especiales se vio agravada por la necesidad de la guerra en el sur de Arabia, y era muchos sentidos una tarea mucho muy exigent, en condiciones difíciles y en contra de un oponente astuto y agresivo.
La solución fue la creación de nuevas unidades en Borneo. El primero en ser empleado en Borneo es el Guards Independent Parachute Company, que ya existía como parte de la 16th Parachute Brigade. A continuación se creó la Gurkha Independent Parachute Company. Secciones delSpecial Boat Service se vieron también implicadas, tomando la responsabilidad de operaciones anfibias. Finalmente los batallones del Parachute Regiment formaron comapañías de Patrulla (C en el 2º batallón y D en el 3º). La situación se alivió en 1965 con el apoyo de Australia y Nueva Zelanda, que accedieron al empleo de sus tropas en Borneo, desplegándose rotaciones de escuadrones del Australian SAS y del New Zealand Ranger.
Las actividades de las fuerzas especiales de reconocimiento en su mayoría eran secretas y encubiertas, consistiendo en tareas de vigilancia por parte de patrullas de cuatro hombres. Sin embargo, algunas misiones de mayor escala se llevaron a cabo, incluidos operaciones anfibias por la SBS. Una vez que las operaciones Claret fueron autorizadas aumentaron las misiones de la mayoría de las fuerzas especiales en el interior de Kalimantan, a pesar de que llevaban a cabo operaciones en la frontera antes de Claret desde principios de 1964.

### 1963
En abril, la capacitación de grupos en Nangabadan se dividió en dos. El 12 de abril de 1963 un grupo atacó y se apoderó de la estación de policía en Tebedu en la 1 ª División de Sarawak, a unos 40 kilómetros de Kuching y unos pocos de la frontera con Kalimantan. El otro grupo atacó la aldea de Gumbang, Suroeste de Kuching, a finales de mes. Sin embargo, sólo alrededor de la mitad regresó. La confrontación se puede decir que había comenzado desde una perspectiva militar con el ataque Tebedu.
Durante los siguientes 5 meses, la guerrilla de China hizo un redadas Más Cabo, name="Conboy Normalmente los Ataques un comunales casas. En junio de Una Operación Por alrededor de 15 sí ha tratado. En Este Período FUE La Guerra de las Naciones Unidas comandante de Pelotón párr los británicos. Pelotones desplegados individualmente en Las Bases de Patrulla semi-permanente, en Principio de la ONU en los pueblos, Pero LUEGO Fuera de Ellas párrafo reducir Riesgo El uno los Habitantes en Caso De Un Ataque de Indonesia. Los Sitios de Aterrizaje de Helicópteros were despejados una Pocos Kilómetros Aparte A lo largo de la zona Fronteriza, enérgicamente y patrullaban pelotones. Los Partidos pequeños de Gurkhas, la Policía y los Scouts de Fronteras Estaban estacionados en Muchas aldeas remotas.
El 15 de agosto informó sin jefe de Una incursión en la 3 ª División y El Seguimiento indicaron Que fueron Cerca de 50 fuertes. Una serie de Contactos sí produjo MIENTRAS 6.2 Gurkhas patrullas emboscadas y desplegaban, y después de mes de las Naciones Unidas, 15 SIDO habían asesinados y tres capturados. Los Gurkhas informaron de Que Bien entrenados Esteban y Profesionales dirigidos por, but SUS gastos de municiones de alto y Su Disciplina de fuego en sí rompió. Los Prisioneros reportaron 300 Invasores Más en Una Semana y 600 en dos Semanas.
La Federación de Malasia sí estableció formalmente El 16 de septiembre de 1963. Brunéi decidió no UNIRSE, MIENTRAS Que Singapur Más Tarde salió de la Federación en 1965 párr convertirse en Una república de los independientes. Indonesia reaccionó de Inmediato Con furia y, Las Tensiones aumentaron en Ambos Lados del Estrecho de Malaca y El Embajador de Malasia FUE expulsado de Yakarta. Dos Días Más Tarde, los manifestantes quemaron la Embajada Británica en Yakarta. Varios cientos de manifestantes saquearon la Embajada de Singapur en Yakarta y Las Casas de los diplomáticos de Singapur. En Malasia, Agentes were indonesios capturados y Las multitudes atacaron la Embajada de Indonesia en Kuala Lumpur.
El Batalla de Long Jawai FUE La Primera Gran incursión en El Centro de la 3 ª División Dirigida Por teniente sin SIDO RPKAD Mulyono habían Soerjowardojo Que enviados una Nangabadan una Principios de Año. Hasta 200 guerrilleros Con 300 cargadores y los Barcos mudo sí una larga Jawi, La Población de alrededor de 500, UNOS un 50 Kilómetros de la frontera. Fue cruce de las Naciones Unidas de Comunicaciones pista y Fluviales. El Puesto de Avanzada Británico en El Pueblo sí encontraba en Proceso de establecer Una Nueva posición en Una Colina Cercana, but SUS Comunicaciones permaneció en la Escuela del pueblo. La Fuerza Británica FUE 6 de Gurkhas, 3 de Policía de la Fuerza de campo y 21 de Scouts de Fronteras, Con Un puñado en la Escuela de El Resto y en la posición Nueva.
Una Fuerza de Reconocimiento de Indonesia había entrado en la aldea de Cerca de 26 de septiembre, Su Presencia Pero era desconocido párr los británicos y LLEGÓ Su Cuerpo. A Las 05:00 a. m. El 28 de septiembre de 1963-El Día en Malasia entró en vigor, la Fuerza abrieron Armas Pequeñas y Fuego con morteros en los dos postes. El Puesto de Comunicaciones FUE Atacado y Fuerza Con golpeó Por fuego de Mortero de Las Comunicaciones y el pecado Perdido El Ataque Que se informa, los gurkhas y los Operadores de radio de la Policía were asesinados. El Combate Duró cuatro horas, sin Gurkha, Policía de las Naciones Unidas, Una frontera Scout Cinco y murieron indonesios. Las municiones escaseaban, y los Scouts de Fronteras sí desmoralizaron y comenzaron una Escapar y ALGUNOS capturados were, Pero los gurkhas y la Policía retiro al estilo de selva. Los indonesios saquearon El Pueblo y Diez ejecutados de la Captura Scouts Frontera.
Las comunicaciones perdido significaba que tomó dos días para las noticias para llegar a [Rifles propio [segundo rey Eduardo VII Gurkha (The Rifles Sirmoor) | 2.1 Gurkhas]] la sede, pero la reacción fue rápida y toda la fuerza de Wessex helicóptero se puso a disposición . Helicópteros habilitado los gurkhas para desplegar partes emboscada a las rutas posible retirada de la acción orquestada que duró hasta finales de octubre. Los cuerpos torturados, de 7 de Scouts de Fronteras se encuentran. 33 indonesios se sabe que han muerto, 26 en una emboscada en barco el 1 de octubre.
El fracaso de los Scouts en las fronteras para detectar la incursión, sobre todo porque los indonesios estaban en Long Jawi durante 2 días antes del ataque, llevado a un cambio de rol. En lugar de ser paramilitares se concentraron en la recopilación de inteligencia. También hizo hincapié en la necesidad de que los "corazones y las mentes" de la campaña. Sin embargo, los indonesios habían Perdido La Confianza de la Población local, Que había SIDO testigo de los saqueos del pueblo y Las ejecuciones de los Prisioneros de Fronteras Scout. Los lugareños also sí había impresionado Con La Reacción Rápida de gurkhas. . Para El Resto de los guardias civiles Guerra informar un Las Fuerzas británicas de los Movimientos de Tropas de Indonesia en sí la violencia
La creación de Malasia Malasia significó que las unidades del Ejército desplegados en Borneo (ahora este de Malasia). 3 º Batallón Regimiento Real Malayo (RMR) fue a Tawau en Sabah y la quinta a la primera División de Sarawak. El área Tawau también tenía una empresa de [propio [Rey de Yorkshire de Infantería Ligera]], el. Brigada Glennie, que era directamente responsable de la zona Este de la Brigada había reconocido los riesgos en la zona. El escolta RN hizo un ataque por mar poco probable, pero los arroyos y los ríos alrededor de miles de Tawau, Puerto de la Bahía Cowie y Wallace fueron un desafío. Organizó una fuerza especial de agua que se convirtió en el Tawau Asalto Group (TAG). Name="Pocock
La formación de Malasia dieron lugar a una mayor intervención de Indonesia. unidades de élite militar ordenó a la frontera, el ejército estaba en Kalimantan Occidental y la (Korps Komando Operasi - KKO). fueron los responsables de este name="Conboy
El KKO se enfrente Tawau en la mitad indonesia de la isla Sebatik cinco empresas de la, así como un campo de entrenamiento para los voluntarios. Name="Pocock El 17 de octubre, cinco KKO y un TNKU vestidos de civil ropa cruzado a Sabah y quemaron un pueblo, el oficial de KKO fue asesinado. name="Conboy
Uno de los 3 RMR de posiciones fue en el oeste de Kalabakan Tawau. Había una estación de policía fortificada y 400 metros en 2 cabañas fortificada (con algunas trincheras luchando al lado) fueron unos 50 soldados RMR con su comandante de compañía. A finales de diciembre una fuerza de 35 KKO regulares y 128 voluntarios (Pocock) o 11 y 36 (Conboy) cruzaron a Sabah y se mantuvo en el pantano sin ser detectados durante 8 días. La misión era capturar a mover Kalabakan en Tawau con el aumento de los expatriados de Indonesia a unirse a ellos. A las 11:00 horas del 29 de diciembre, la posición IMR había sido tomada por sorpresa, con 8 muertos incluyendo al comandante y 19 heridos. Un ataque poco después en la estación de policía no. Los atacantes se trasladaron al norte en lugar de este a liberar Tawau. Gurkhas fueron trasladados durante y después de un mes se había terminado. Dos tercios de los participantes KKO murieron de captura y admitió que se había esperado a la población a levantarse y saludar como libertadores.
TAG se estableció correctamente sobre la base de una compañía de infantería, marines y un Grupo de Observación de la Naval de disparos de una batería en Hong Kong. Dominaron el área, e incluyó una serie montado mortero. Uno de sus 'blogs' era un barco permanente situado cerca de la frontera internacional a través de la bahía de Wallace. Un dragaminas se suelen formar parte de TAG, porque no había otros barcos de patrulla naval conveniente para el uso costeras.
En Occidente, el Batallón RPKAD 2 envió a dos empresas, un paracaídas en el otro Nangabadan cayó más al oeste de Senaning. Su tarea era patrullar la frontera, no cruzarla. las operaciones transfronterizas se asignaron a 328 Batallón Raider, que llegó en octubre, en colaboración con los restos TNKU y se disfrazan como TNKU. En noviembre comenzaron las incursiones poco profundas, pero estos apenas se notó, otra compañía del Batallón de RPKAD 2 fue enviado, para ser disfrazado TNKU. A finales de diciembre, la compañía se embarcó en un ataque a Kuching, sin embargo la mayoría frustrado en la frontera y sólo 20 hombres que cruzaron el I de enero de 1964, que muy pronto chocó una patrulla de la Marina Real, sufriendo dos muertos que también mató a un infante de marina y logró llevar a su tarjeta de identificación y armas trampa de su cuerpo abandonado. Sin embargo la empresa se retiró a Java en una desgracia que no coinciden con el éxito de la KKO es en Kalabakan. Name="Conboy Cabo Marriot RM fue publicada como desaparecidas.

### 1964
El ataque deliberado de las fuerzas indonesias en Malasia, las tropas no mejoró las credenciales de Sukarno "anti-imperialista ", aunque el gobierno de Indonesia trató de culpar a la KKO como idealistas entusiasta actuar con independencia. También produjeron Azahari quien afirmó que las fuerzas indonesias estaban jugando ninguna parte en las operaciones de activo. Sukarno siguiente lanzó una ofensiva de paz ya finales de enero declaró que estaba listo para un cese al fuego (a pesar de haber negado la participación directa de Indonesia). Las conversaciones comenzaron en Bangkok, violaciones frontera continua, y las conversaciones fracasaron antes. Se reanudó a mediados de año en Tokio y no en cuestión de días, pero disponer de tiempo para un truco de Indonesia - una misión tailandesa visitó Sarawak y fue testigo de los soldados inteligentes, Indonesia bien equipado retirándose a través de la frontera, que había cruzado a una corta distancia antes.

Otro batallón de Malasia se unió a la Brigada del Este a mitad de año, y más tarde un tercer batallón de Malasia, una batería y un escuadrón de blindados de reconocimiento. Esto trajo la fuerza total de 12 batallones de infantería, dos baterías de 105 mm y dos escuadrones blindados de reconocimiento (por comparación, el ejército británico en Alemania, había 14 batallones). 
En 1964 cambió la táctica británica. Lo que había sido una comandantes de pelotón 'guerra se convirtió en una comandantes de compañía' una. La mayor parte de los dispersos bases pelotón fueron reemplazados por muy protegidos bases de compañía permanente, sobre todo a corta distancia de un pueblo, a ser posible con una pista de aterrizaje. Cada general tenía una sección de dos morteros de 3 pulgadas y unos pocos tenían un cañón de 105 mm, aunque las armas tuvo que ser trasladado para hacer frente a las incursiones. Sin embargo, siguió dominando las áreas con las patrullas activas, a veces el despliegue de un helicóptero, una cuerda por si no había sitio de aterrizaje. Cuando se detectó una incursión las tropas, a veces basándose en los conocimientos locales a los Scouts de la Frontera de pistas y el terreno, se desplegaron en helicóptero a la pista, bloque y emboscar a ella. Las habilidades de Fronteras Scouts de seguimiento fueron de gran valor al perseguir al enemigo.

La Fuerza Aérea de Indonesia también operó el transporte aéreo, especialmente en las zonas más montañosas de la frontera que estaban más allá de los ríos navegables por barcos de mayor tamaño y lanchas de desembarco. A pesar de que había aviones mucho menos que las fuerzas de la Commonwealth, los que tenían eran mucho más capaces. 
Los indonesios perdieron un C-130 en Borneo y no se trataba de la RAF. Ocurrió el 26 de septiembre de 1965 cerca de Long aeródromo Bawang en la División 5 de Sarawak, cerca de Ba Kelalan en Sarawak. Fue derribado por fuego antiaéreo de Indonesia, al ser confundido por un avión de la Commonwealth.  La compañía completa había sido enviado desde Java en las órdenes del alto mando de Indonesia de "neutralizar" una posición de las armas en la cresta fronteriza. Después de que el avión fue alcanzado el RPKAD paracaídas a cabo y se estrelló la aeronave, pero el equipo tiene claro antes de que se incendió.

Durante el año fuerzas indonesias aumento en la fuerza y las incursiones cada vez más por las tropas regulares, a veces dirigidos por oficiales entrenados por el Reino Unido. Un equipo de entrenamiento del Ejército de EE.UU. en Indonesia se mantuvo durante todo el período, pero no parece haber tenido ningún impacto táctico en Kalimantan, aunque las unidades indonesias equipadas con equipo norteamericano aparecieron allí.  Sin embargo, no hubo intención de lanzar una ofensiva general o ataques destinados a infligir importantes bajas de Indonesia. El objetivo era mantener a los indonesios en intento de presión y fuera de balance, en lugar de adelantarse a los ataques específicos de Indonesia, y con este fin las operaciones se llevaron a cabo a lo largo de toda la longitud de la frontera, cerca no sólo el "punto caliente " de Kuching.

### 1965
En enero de 1965 las primeras unidades del Reino Unido (haciendo caso omiso de la defensa aérea y las fuerzas especiales) llegaron en el teatro y después de 6 semanas de entrenamiento selva desplegadas en operaciones. El 1er Batallón de Gordon Highlanders, llegó primero en ofrecer el batallón 13 en Borneo, con el 2 º Batallón de regimiento de paracaidistas, la 14 ª y última. Los dos batallones adicionales autorizados DOBOPS para aumentar el número de brigadas, segunda y tercera divisiones de Sarawak (442 kilómetros de frontera) se convirtió en el medio oeste Brigada con sede en Sibu. name="Pocock 205"
La sede fue el de la Brigada 19 del Reino Unido Airportable, sustituirá a finales de año en un 5 Airportable Brigada. Centro-Oeste zona Brigada había dos batallones de infantería y una batería de Malasia. También durante el año, un batallón de México llegó a garantizar la seguridad de Kuching aeródromo.[cita requerida] Ingenieros de Combate también aumentó, en parte para ayudar con proyectos de ayudas a la construcción civil. Reino Unido blindados de reconocimiento basados también llegó a ofrecer un segundo escuadrón de Reino Unido en Borneo.
Sin embargo, también hubo un aumento significativo de la artillería. De alrededor de principios de 1964 una batería de 4 o 6 105 mm Pack obús armas había girado Borneo de una u otra de las dos regimientos de Artillería Real en Malasia y Singapur. Más tarde en 1964 una batería de Malasia, de 4 de armas desplegadas en el este de Brigada. El despliegue de la batería británica es clara, pero parece que han funcionado las armas individuales en todo el país. En abril de 1965 Luz cuarto Regimiento Real de Artillería, con todas sus baterías y 18 cañones de 105 mm de llegar de Reino Unido.
Inicialmente, el regimiento desplegado una batería y la sede del regimiento en el oeste de Brigada, una batería en el centro de Brigada y una batería con algunas armas de fuego en el este de Brigada y algunos en el oeste. En agosto de este cambió a dos baterías en el oeste de Brigada y la tercera con 4 armas de fuego en el centro de Brigada y dos de apoyo del batallón británico en el este de Brigada. La batería existentes también en el oeste de Brigada, y una batería de Malasia, segunda llegó por medio oeste de Brigada.
Sin embargo, la mitad de una batería británico de 5.5 en Guns con sede en Malasia se desplegó también a West Brigada, el peso significaba que sólo podía mover por carretera, dos armas de fuego en las inmediaciones de Bau y la tercera cerca de Tebedu. Además la batería de defensa aérea en el aeropuerto de Kuching operado una sección de 4.2 pulgadas Morteros cerca de la frontera. También a principios de 1965 una tropa de mortero localizar desplegado desde el Reino Unido con dos [FA [Radar n º 8 | Arquero Verde]] radares, estos también se limitaban a la circulación por carretera y desplegado en el oeste de Brigada. Más adelante en el año [de sonido [van]] contingentes se añadió.
Esto dio Oeste Bde un total de tres de 5,5 y 16 o 18 105 mm (dependiendo del tipo de batería), más dos de 4,2 en los morteros. Los 105 mm estaban todos en posiciones solo cañón, por lo general una base de la compañía, aparte de dos en dos co-Tebedu encuentra con un 5.5 y un radar Verde Archer. Las otras tres brigadas con 14 de 105 mm en tres pilas. El problema era que seis baterías y un cuartel general del regimiento de soporte 4 brigadas y batallones de 14 años no se ajustaban a la doctrina convencional. Además hubo una escasez de observadores. Sin embargo, la práctica británica de los observadores para dar órdenes de fuego directamente a las posiciones de arma de fuego, y cada posición de la pistola producido sus propios datos de cocción. Observadores adicionales fueron encontrados por los préstamos oficiales de otras unidades en el Lejano Oriente y Nueva Zelanda.
A principios de 1965 tanto en Australia y Nueva Zelanda finalmente accedió a desplegar sus fuerzas en Borneo, sobre todo de aquellos con 28 Brigada de la Commonwealth en el oeste de Malasia. Batería de Australia La brigada de gira con las baterías británicas de la brigada y el comando de las baterías en Singapur. Estas unidades, junto con otros más del Reino Unido disminuyó la presión sobre los batallones británicos y Gurkha basada en el Lejano Oriente y la rotación a través de visitas en Borneo. Tours fueron de duración variable, en general Gurkhas hizo seis meses, los batallones británicos en el Lejano Oriente que 4 meses, mientras que el Reino Unido se basan por lo general de 12 meses menos la formación y divididos en dos de unos 5 meses, pero desplegado en un área diferente para cada medio de su gira.
También en 1965 llegó el nuevo equipo ligero, sobre todo AR-15 fusiles. Sin embargo, también apreciada por las tropas australianas refugio individual lighweight tapas y mosquiteros para la reemplazar a los británicos pesados. lanzador de granadas M79 s también se proporcionaron.
En marzo de 1965 el general Walter Walker, DOBOPS, entregó al General George Lea, que había pasado tres años al mando de 22 SAS durante la Emergencia Malaya y fue otro soldado selva con mucha experiencia.
Sin embargo, las fuerzas indonesias también se está fortaleciendo. General Maraden Pangabean llegó como comandante de la nueva Inter-Regional de Comando, Kalimantan, que había sido anteriormente responsable de la "recuperación" de la Nueva Guinea holandesa. Las unidades se reagruparon y se reforzó con el n º 4 Comando Combate con el coronel Supargo como Director de Operaciones. Las nuevas fuerzas fueron observados por patrullas de reconocimiento especial de las fuerzas, los Scouts de fronteras y agentes de inteligencia británicos. Comprendían tres brigadas completa frente Kuching, una (KKO) brigada mirando hacia el Este Brigada y un batallón frente Brigada Central. Esta fuerza fue de alrededor de 50 compañías regulares y cerca de 20 los irregulares. La brigada KKO había BTR-50 vehículos blindados, anfibios PT-76 tanques ligeros, BRDM-2 vehículos de reconocimiento anfibio y Howitzers 122 mm. El CCO en Sarawak se estima que cerca de 2000 miembros del hardcore, y muchos miles de simpatizantes. En Brunéi apoyo TNKU todavía existía.
Empresas RPKAD gira en febrero de 1965. Las tres nuevas empresas se Batallón 1 de la empresa B (apodo de 'Ben Hur'), que había abortado su caída en largo Bawan el año anterior, y dos del Batallón 3, que se convirtió recientemente de 441 Batallón de banteng Raider III. <nombre ref = "Conboy p. 104" Conboy> p. 104 </ref>
Durante 1965 Sukarno quería espectaculares para coincidir con las reuniones del Movimiento de Países No Alineados en abril y junio, aunque esta última reunión fue cancelada. El KKO previsto incrementar las patrullas fronterizas y las incursiones poco profundas disfrazado TNKU en Sabah. El RPKAD previsto cuatro equipos de 7 hombres de la compañía de 'Ben Hur' y el Batallón de tres empresas ya la implementación en Kalimantan Occidental, con la guerrilla PGRS y el apoyo de sus simpatizantes en Sarawak, para atacar objetivos en torno a Kuching, lanzaron sus ataques a finales de febrero. Sólo un equipo de Ben Hur hizo ningún avance significativo, pasando entre los grupos PGRS llegó a Kuching en mayo, y afirmó haber atacado un campamento del ejército de Malasia. Sin embargo, una fuerza PGRS hizo con éxito atacar una comisaría de policía de la carretera Kuching-Serian el 27 de junio Conboy.
Fuera de las acciones de Borneo indonesio incluidos los intentos de utilizar la guerrilla musulmana de Tailandia en el sur de Tailandia, y la inteligencia de Indonesia en busca de rutas de terceros países en Malasia a través de Hong Kong, Camboya y Tailandia, donde Gran Benny Moerdani (antes de la RPKAD) fue al amparo como un funcionario de las compañías aéreas Garuda.
Claret y la continuidad de las operaciones desarrolladas en su alcance, que se llevaron a cabo ahora por todos los batallones británicos y los gurkhas. La profundidad permitida de operaciones aumentó de los primeros 5.000 metros a 10.000 y 20.000 metros, aunque esta última cifra parece que sólo se aplica a las fuerzas especiales. infantería regular en general se mantuvo dentro del rango de apoyo de la artillería. Los indonesios siguió siendo públicamente en silencio sobre estas operaciones. A mediados de año, el programa de actividades Claret había en efecto estableció un "cordón sanitario" a pocos kilómetros de profundidad en el lado de la frontera de Kalimantan. Los indonesios a continuación, establecidos miles de minas anti-personales en contra de la Brigada Occidental.
Un ataque significativo fue hecho por el RPKAD contra 'Plaman Mapu, la base de la Compañía B, 2 º Batallón de regimiento de paracaidistas británicos. Había sido identificado como un objetivo, ya que apenas 1 km de la frontera y carecían de apoyo mutuo de cualquier otra base de la Commonwealth. Name="Conboy Las empresas RPKAD aterrizó en Pontiak y marcharon hacia el noroeste hasta Balai Karangan, al sur de Kuching y frente Mapu Plaman. La mayor parte de la Compañía B estaba en patrullas y Plaman Mapu fue sólo ligeramente Justicia, que comprende un elemento de la empresa HQ, un pelotón understrength y una sección de morteros, todos al mando del sargento mayor de la empresa.El ataque RPKAD comenzó a las 5:00 de la mañana del 27 de junio. Fue por los tres pelotones de B (Ben Hur) Compañía del Batallón 1 equipado con AK 47, Bren LMG y yugoslavas lanzacohetes de 90 mm. Los dos pelotones de flanco había torpedos Bangalore. Name="Conboy Los indonesios penetrado en el perímetro durante una lluvia monzónica de conducción y ocuparon un pozo de mortero. [[] Contra el ataque] s fueron lanzados por los paras y la batalla cuerpo a cuerpo duró casi dos horas. Los defensores informaron de que los indonesios dos veces se reagruparon y atacaron de nuevo, un cambio significativo en las tácticas. Los indonesios fueron golpeados por fin fuera, los británicos estima causando 50 víctimas, casi con toda seguridad un importante exceso de estimación. Dos paracaidistas británicos murieron en los combates, mientras la atención médica rápida aseguró la supervivencia de los heridos [Britains https://web.archive.org/web/20120509170831/http://britains-smallwars.com/Borneo/Plaman.html pequeñas guerras - Plaman Mapu]
Lance Corporal Rambahadur Limbu llevó una parte avanzada de dieciséis hombres en un ataque a la posición delantera ametralladora, desde donde iban a prestar apoyo al resto de la compañía durante su ataque. Fueron cerca de 10 metros de distancia cuando el centinela de Indonesia abrió fuego, hiriendo a uno de los gurkhas y alertar al resto del pelotón. Al ver el peligro de que los que estaban, Rambahadur Limbu corrió la ametralladora y la destruyó con una granada. Alertado, el resto del pelotón de Indonesia comenzó a disparar contra la fosa hacia adelante, convirtiéndose así en una situación insostenible desde el que proporcionar apoyo para el ataque de la empresa. Con el fin de informar de este hecho a su comandante de pelotón, Limbu se expuso al fuego enemigo antes de volver a sacar a dos de sus camaradas heridos a la seguridad. Una hora más al fuego de larga lucha que ha seguido desde entonces se conoce como la [batalla [de Bau]], durante el cual la empresa Gurkha lanzó un asalto a la posición de Indonesia. Al menos 24 indonesios se cree murieron en el ataque, mientras que los gurkhas sufrido tres muertos y dos heridos.
Rambahadur Limbu posteriormente recibió el Victoria de la Cruz de sus actos, con una cita engañosa para ocultar el hecho de que la operación estaba en Kalimantan. El comandante de la compañía, 'kit' Capitán Christopher Maunsell, Gurkha de la Reina oficial, el teniente Ranjit Rai, y el oficial delante de artillería de la observación, el teniente Doug Fox, Real de Artillería, que se adjunta a 137 de la batería (Java) de luz, cada uno recibió el Militar de la Cruz .
El aumento de unidades de ingenieros ayudado con el desarrollo de la infraestructura local y por lo tanto "los corazones y las mentes". Otras unidades se animó a realizar tareas similares dentro de sus posibilidades. En 1966 la primera unidad en recibir el recién instituido Wilkinson Sword de la Paz fue del 40 Regimiento Real de Artillería de luz para un proyecto de cerca de Kuching en su sede de la batería y el desprendimiento de la ayuda de luz.

### 1966
En octubre de 1965 hubo una redada exitosa de CCO sospechosos en Borneo. Esto coincidió con un intento de golpe por el Partido Comunista de Indonesia (PKI), esto falló pero sí que alteró la situación de política de Indonesia y su actividad militar en Borneo aflojó.  El 28 de mayo de 1966, en una conferencia en Bangkok, los gobiernos de Malasia y de Indonesia declararon que el conflicto había terminado. Sin embargo, no estaba claro si el líder del golpe de Estado de Suharto estaba en pleno control y vigilancia en Borneo no podía relajarse. Por regla julio de Sukarno había terminado de manera clara y un tratado de paz fue firmado el 11 de agosto y ratificada dos días después, cinco meses después de Suharto llegó al poder.
Operaciones Claret continuó y en marzo de 1966 un batallón de gurkhas estuvo involucrado en algunos de los combates más feroces de la campaña durante dos incursiones en name="Pocock Kalimantan<ref. p. 213 214" /> acción menor por las fuerzas indonesias continuó en la frontera área, incluyendo un intento de lucha contra el fuego de la batería contra una posición de 105 mm de armas en el centro de Brigada (informes de los lugareños dijeron que el incendio volver británicos habían entregado el arma de Indonesia, que se cree de 76 mm).
A principios de 1966, con el paréntesis de golpe todo el excedente, (que había dejado una importante operación RPKAD para capturar a un prisionero británico) el RPKAD vinculados con PGRS para establecer fuerzas de la guerrilla en Sabah y Sarawak. El esfuerzo Sabah nunca cruzaron la frontera, sin embargo, dos grupos de Sarawak entró en febrero y mayo y obtuvo el apoyo de los simpatizantes locales. El primer grupo, a pesar de las pérdidas es de varios contactos, se prolongó hasta junio y exfiltraron al escuchar sobre el final de Konfrontasi. Los sobrevivientes de la segunda, después de un contacto con las tropas de Australia, también lo hicieron de nuevo a Indonesia.
Sin embargo, la incursión de Indonesia final fue en mayo-junio Los signos de una fuerza sustancial se encuentra cruzando al centro de Brigada. Esto fue alrededor de 80 fuertes, en su mayoría voluntarios, dirigidos por el Teniente Sombi (o Sumbi) y un equipo de 600 Compañía Raider. Se movían rápidamente hacia Brunéi con 1.7 Gurkhas perseguir y emboscar a ellos, casi todos se tuvieron en cuenta. En respuesta a esta operación una final Claret se puso en marcha, una emboscada de artillería.

## Final
El combate duró casi cuatro años, sin embargo después, el General Suharto's replacement of Sukarno, El interés de Indonesia en seguir la guerra con Malasia se negó, y facilitó el combate. Un factor útil en la contención de las fuerzas de Indonesia fue el uso de inteligencia. Reino Unido había roto el cifrado militar y diplomático de Indonesia y fue capaz de interceptar y descifrar las comunicaciones de un Government Communications Headquarters (GCHQ) listening station in Singapore. Inteligencia de esto puede haber sido utilizado en la planificación de algunos aspectos de algunas operaciones Claret transfronterizas.
La guerra había sido "una guerra estrictamente limitado, y un precio para el Reino Unido y Malasia, para lo cual logrado mucho." En efecto, claramente y con decisión dio lugar a la prevención de Indonesia inmiscuirse con la creación de Malasia. Podría decirse que no había estado en los intereses de cualquiera de los británicos o los indonesios para ampliar hostilies fuera de Borneo. A pesar de los indonesios algunas redadas anfibias y una operación aérea contra Malasia, la guerra sigue siendo limitada en toda su duración y sobre todo un conflicto de tierras. Por cualquier lado que han llevado a cabo de aire a gran escala o los ataques navales, habría indudablemente una escalada del conflicto y "habría incurrido en desventajas en gran medida contrarresta el efecto marginal de militares que podrían haber producido".
El total de víctimas militares de la Commonwealth británica militares fue de 114 muertos y 181 heridos, la mayoría, gurkhas.  Las víctimas restantes fueron la de los militares de Malasia, la policía y los Scouts de Fronteras. Un número significativo de bajas británicas se produjo en los accidentes de helicóptero, incluyendo un accidente de Belvedere, que mató a varios comandantes de SAS y un funcionario del Ministerio de Relaciones Exteriores, posiblemente un miembro del MI6, y una colisión de Wessex que mató a varios hombres del 2 º Batallón de Paracaidistas. Por último, en agosto de 1966 quedaban dos británicos y dos soldados australianos desaparecidos presuntamente muertos, con los australianos (tanto desde el SASR) probablemente se ahogó al cruzar un río crecido. Los restos de un infante de marina real se recuperaron unos 20 años más tarde. 36 civiles fueron muertos, heridos y 53 capturados 4, siendo la mayoría habitantes de la zona. Las víctimas de Indonesia se estiman en 590 muertos, 222 heridos y 771 capturados.

### Operaciones psicológicas británicas
El papel de la Foreign Office y Secret Intelligence Service (MI6) británicas también ha salido a la luz, en una serie de revelaciones de Paul Lashmar y James Oliver en el periódico The Independent comenzando en 1997. Estas revelaciones han salido a la luz en revistas sobre historia militar y de inteligencia.
Las revelaciones incluyen un anónimo de la Foreign Office señalando que la decisión de derrocar al presidente Sukarno fue hecha por Primer Ministro Harold Macmillan y luego ejecutado por el Primer Ministro Harold Wilson. Según las revelaciones, el Reino Unido ya se había convertido alarmado con el anuncio de la "Konfrontasi". Se ha afirmado que un memorándum de la CIA de 1962 indicó que Macmillan y Presidente de EE.UU. John F. Kennedy cada vez se alarmaron por la posibilidad de la confrontación con Malasia se separa, y acordaron "liquidar el presidente Sukarno, dependiendo de las condiciones y oportunidades disponibles". Sin embargo, la prueba documental citada no es compatible con esta afirmación.
To weaken the regime, the British Foreign Office's Information Research Department (IRD) coordinated psychological operations (psyops) in concert with the British military, to spread black propaganda casting the Communist Party of Indonesia (PKI), Chinese Indonesians, and Sukarno in a bad light. Estos esfuerzos fueron para duplicar el éxito de la campaña PSYOP británico en el Emergencia Malaya.
Cabe destacar que estos esfuerzos fueron coordinados desde la Alta Comisión Británica en Singapur donde la BBC, Associated Press (AP), y el The New York Times presentaron sus informes sobre la crisis en Indonesia. De acuerdo con Roland Challis, el corresponsal de la BBC que se encontraba en Singapur en el momento, los periodistas estaban abiertos a la manipulación por parte debido a la negativa obstinada de Sukarno IRD que les permita en el país: "De una manera curiosa, al mantener a los corresponsales del país, Sukarno les hizo a las víctimas de los canales oficiales, ya que casi la única información que podía conseguir era del embajador británico en Yakarta ".[cita requerida]
Estas manipulaciones incluyeron el reportaje de la BBC acerca de que los comunistas estaban planeando una masacre de ciudadanos de Yakarta. La acusación se basaba en una falsificación plantada por Norman Reddaway, un experto en propaganda del IRD. Más tarde, se jactaba en una carta al embajador británico en Yakarta, Sir Andrew Gilchrist de que "fue de todo el mundo y viceversa", y fue "poner casi al instante de vuelta a Indonesia a través de la BBC". Gilchrist informó al Ministerio de Relaciones Exteriores el 5 de octubre de 1965: "Nunca he ocultado que mi creencia de que un pequeño tiroteo en Indonesia haría un cambio preliminar esencial eficaz."[cita requerida]
.
El oficial negó cualquier participación por parte del MI6, y se les niega el "conocimiento personal " de los británicos que armaron a la facción de extrema derecha del Ejército, aunque lo hizo comentario de que si había un plan, que "sin duda lo han apoyado".[cita requerida]
Aunque los británicos del MI6 estaban fuertemente implicados en este sistema por el uso del Departamento de Información de Investigación (visto como una oficina del MI6), un papel por el MI6 en sí es oficialmente negada por el gobierno del Reino Unido, y los documentos relacionados con él han ser desclasificados por el Cabinet Office.